# Elias Rahbani
Elias Rahbani (En árabe: إلياس الرحباني , Antelias, 1938–Beirut, 4 de enero de 2021) fue un músico, compositor, director de orquesta, poeta y productor libanés, hermano menor de la dupla artística llamada "Los hermanos Rahbani", integrada por Assi Rahbani y Mansour Rahbani.
Durante su trayectoria artística fue el creador de innumerables bandas sonoras de afamadas películas Egipcias y Libanesas de mediados del siglo XX hasta la actualidad, destacándose musicalmente también tanto en teatro como en televisión. Fue compositor y arreglista de muchas canciones de la afamada cantante Fairuz, quien en la vida personal también fuera su cuñada. También realizó varios éxitos para los más afamados cantantes del momento.

## Biografía
Elias Hanna Rahbani, nació en el año 1938 en Antelias, Líbano, siendo el hermano menor de los compositores Assi Rahbani y Mansour Rahbani, quienes le transmitieron desde pequeño su pasión por la música. Finalizados sus estudios secundarios en la escuela "Apotres- Jounieh, Freres des Ecoles Chretiennes-Beirut", inicia sus estudios musicales en la "Academia Libanesa" entre los años (1954-1955), y luego en el "Conservatorio Nacional del Libano" entre los años (1955-1956). Además, toma clases particulares durante 10 años bajo la tutela de los maestros franceses, Michel Bourgeot (piano) y Bertrand Robillard (Armonía y composición) 
En el año 1957, a los diecinueve años, quiso emprender un viaje a Rusia para completar y perfeccionar sus estudios, pero una lesión en su mano derecha le impidió hacerlo. El sueño de ser un eximio pianista se desvanecía ante él generándole una gran frustración. Este impedimento no lo desalentó a seguir estudiando con su mano izquierda pero inclinándose hacia el campo de la composición musical. 
En 1958 fue convocado por la emisora de radio británica BBC en el Líbano firmando un contrato para componer 40 canciones, siendo este su primer trabajo oficial con un salario de 3900 libras libanesas . 
El año 1962 ingresó en Radio Libano como director y asesor musical. Además, comenzó a colaborar con reconocidos cantantes como Nasri Shamseddin en la canción "Ma Ahlaha". En ese mismo año conoce a su novia, Nina Khalil, con la que luego contraería matrimonio. 
Permaneció en Radio Líbano hasta 1972, durante ese mismo periodo también se desempeñó como productor musical para las empresas: Philips, Parlophone, Polydor Decca, Capitole, SLD Record Companies, Rahbania y Cobra. Finalmente en 1976 emprende un viaje con su familia a París.

### Reconocimiento y distinciones
Elias Rahbani, presentó cientos de sus obras musicales alrededor del mundo las que contribuyeron a la riqueza y sofisticación de las artes árabes durante el siglo XX, recibiendo varios premios y distinciones, entre ellos: El premio de Música Clásica en el Concurso "jeunesse Musicale", Beirut 1964 por "Fantaisie Libanaise",  premio por la pieza "La Guerre Est Finie" en el Festival de Atenas en 1970, un certificado de cine en el Festival Internacional de Cine Publicitario de Venecia en 1977 , el segundo premio en el Festival Internacional de Publicidad de Londres en 1995 , Primer premio en Rostock, Alemania, por la canción "Mory, Mory" en 1979, y premios en Brasil , Grecia y Bulgaria. En 2000 , la Universidad de Barrington en Washington lo honró con un doctorado honoris causa, así como la Universidad de Asturias en España. 
Fue nombrado decano de la Academia Rotana para la enseñanza del Canto, cuando se fundó en 2004; Pero renunció a ella al poco tiempo con la justificación de que muchas de las decisiones que se tomaron en la academia fueron sin consultarlo. 
En el mismo año, la canción “Athadda Al Aalam” fue lanzada por el cantante Saber Rebaï; Elias, objetó al compositor de la melodía, Khaled Al-Bakri, y a la productora Rotana, alegando que dicha canción se asemejaba en sus frases melódicas a algunas de sus composiciones, especialmente a la melodía de "Nina Maria" que compuso en los años setenta del siglo XX. La productora no aceptó negociar con él. Esto llevó a una demanda presentada por Elias contra el compositor y la compañía en los tribunales libanés reclamando derechos de propiedad. El Comité de la Sociedad de Autores y Compositores realizó una investigación técnica especializada, y Elias ganó el caso con un fallo que obligaba a la compañía a retirar el álbum del mercado y agregar su nombre en los créditos. 
Fue miembro honorario de las temporadas 10 y 11 del programa de talentos "Star Academy" y anteriormente fue miembro del jurado del programa Super Star (Arab Idol).

### Su obra
Debido a su extensa carrera, compuso alrededor de 2000 melodías orientales, y unas 500 composiciones de melodías occidentales. Fue el creador de 25 bandas sonoras para películas libanesas y egipcias, para telenovelas, y piezas clásicas para piano. De entre ellas se destacan la música de las películas: "My Blood, My Tears, My Smile", "My Love", "The Most Beautiful Days of My Life" y la serie “Azif Al-Layl”.
Entre sus melodías y letras se encuentran algunas de las canciones más famosas de la artista Fairuz. Elías, también fue el compositor de muchas canciones para la artista Sabah Fighali, así también como para los cantantes Wadih Al Safi, Melhem Barakat, Nasri Shamseddin, Sammy Clark, y Majida El Roumi. También colaboró con varios cantantes de nueva generación, incluidas Julia Boutros y Pascal Sakr. 
Algunas de las canciones de Elías Rahbani compuestas para Fairuz son: "Ya laure houbbouki", "Al Ouda el Mensiyyi", "Maek", "Ya Tair El Werwar", "Beiny We Beinak", "Jina Al-ddari", "Qatluny Aiyuna Alsuwd", "Ya Aikhuan", "Manqul Khalasna", "Yay Yay Ya Nasini", "Kan Al-Zamman", "Kan Ena Tahoun". 
En teatro fue autor y productor de varias obras, entre ellas: "Wadi Shamsin", "Sufrat Al-Ahlam" y "Illa". En el campo de la poesía, publicó su libro "Nafidhat Aleumr" ("La ventana de la vida") en 1996 . 
En 2001 presentó el himno de la Francofonía como homenaje a los 52 países que participaron en la cumbre francófona celebrada en Líbano. 
En 2005 presentó la canción “Badi Eish” , escrita, compuesta y producida por él para la cantante Haifa Wehbe.

### Vida personal y muerte
Elias Rahbani estuvo en matrimonio toda su vida con Nina Khalil con la que tuvieron dos hijos: Los compositores y músicos, Ghassan Rahbani y Jad Rahbani.
El lunes 4 de enero de 2021, Elias Rahbani, falleció a la edad de 83 años luego de varios días internado por haber contraído COVID-19.